# Cabeus (cratera)
Cabeus é uma cratera lunar de impacto situada a 100 km do polo sul da Lua. Recebeu o seu nome em homenagem ao filósofo jesuíta italiano do século XVII Niccolò Cabeo.
Esta cratera foi escolhida pela NASA para receber o impacto da sonda LCROSS, em outubro de 2009, que procurou vestígios de água congelada na zona do polo sul da Lua. A missão foi um sucesso, devido ao encontro do material líquido.

## Crateras-satélite
Por convenção, algumas crateras menores ao redor da cratera Cabeus são nomeadas através de letras.
| Cabeus | Latitude | Longitude | Diâmetro |
| ------ | -------- | --------- | -------- |
| A      | 82,2° S  | 39,1° O   | 48 km    |
| B      | 82,4° S  | 53,0° O   | 61 km    |